# Alicia Troncoso Lora
Pour les articles homonymes, voir Troncoso et Lora.
 (mai 2025).
La mise en forme du texte ne suit pas les recommandations de Wikipédia : il faut le « wikifier ».
Les points d'amélioration suivants sont les cas les plus fréquents. Le détail des points à revoir est peut-être précisé sur la page de discussion.
- Les titres sont pré-formatés par le logiciel. Ils ne sont ni en capitales, ni en gras.
- Le texte ne doit pas être écrit en capitales (les noms de famille non plus), ni en gras, ni en italique, ni en « petit »…
- Le gras n'est utilisé que pour surligner le titre de l'article dans l'introduction, une seule fois.
- L'italique est rarement utilisé : mots en langue étrangère, titres d'œuvres, noms de bateaux, etc.
- Les citations ne sont pas en italique mais en corps de texte normal. Elles sont entourées par des guillemets français : « et ».
- Les listes à puces sont à éviter, des paragraphes rédigés étant largement préférés. Les tableaux sont à réserver à la présentation de données structurées (résultats, etc.).
- Les appels de note de bas de page (petits chiffres en exposant, introduits par l'outil «  Source ») sont à placer entre la fin de phrase et le point final[comme ça].
- Les liens internes (vers d'autres articles de Wikipédia) sont à choisir avec parcimonie. Créez des liens vers des articles approfondissant le sujet. Les termes génériques sans rapport avec le sujet sont à éviter, ainsi que les répétitions de liens vers un même terme.
- Les liens externes sont à placer uniquement dans une section « Liens externes », à la fin de l'article. Ces liens sont à choisir avec parcimonie suivant les règles définies. Si un lien sert de source à l'article, son insertion dans le texte est à faire par les notes de bas de page.
- La présentation des références doit suivre les conventions bibliographiques. Il est recommandé d'utiliser les modèles {{Ouvrage}}, {{Chapitre}}, {{Article}}, {{Lien web}} et/ou {{Bibliographie}}. Le mode d'édition visuel peut mettre en forme automatiquement les références.
- Insérer une infobox (cadre d'informations à droite) n'est pas obligatoire pour parachever la mise en page.

Pour une aide détaillée, merci de consulter Aide:Wikification.
Si vous pensez que ces points ont été résolus, vous pouvez retirer ce bandeau et améliorer la mise en forme d'un autre article.
 (mars 2025).
Alicia Troncoso Lora est une chercheuse espagnole en intelligence artificielle. Elle est directrice du Data Science and Big Data Research Lab de l'université Pablo de Olavide (UPO), professeure des universités en langages et systèmes informatiques à l’UPO, et directrice du master en ingénierie informatique de cette même université,,.
Elle est également présidente de l’Asociación Española de Inteligencia Artificial (AEPIA) et vice-présidente de la Société scientifique d'informatique d’Espagne,.
Au cours de sa carrière, elle a occupé plusieurs postes de direction à l’UPO, notamment ceux de vice-rectrice de la qualité et de la planification, vice-rectrice des TIC, de la qualité et de l’innovation, puis vice-rectrice des technologies de l’information et de l’innovation digitale entre 2009 et 2020,.
Depuis 2021, elle est membre du conseil consultatif de l’Agence digitale d’Andalousie de la Junte de l'Andalousie, ainsi que membre du conseil d’administration de l’entreprise INPRO, relevant de la députation provinciale de Séville depuis 2015.

## Trajectoire académique
Elle a obtenu une bourse de formation de personnel chercheur à l’université de Séville entre 1999 et 2002, année durant laquelle elle a intégré le Département de langages et systèmes informatiques (LSI) de cette même université comme enseignante. Elle y a soutenu sa thèse de doctorat en 2005, intitulée Advanced Techniques of Prediction and Optimization Applied to Power Systems, obtenant son doctorat dans le domaine. Sa thèse a reçu le prix du meilleur travail de recherche parmi les universités andalouses dans le domaine des « techniques », décerné par la Fundación Endesa.
En 2005, elle rejoint l’université Pablo de Olavide en tant qu’enseignante-chercheuse dans le domaine des LSI, avec la mission de contribuer à la création du nouveau Département d'informatique, de la nouvelle École polytechnique supérieure et du diplôme d’ingénierie technique en informatique de gestion. Elle a été la première secrétaire du Département d’informatique de l’UPO de 2005 à 2007, puis la première directrice adjointe du département de 2007 à 2009. Elle a également été la première sous-directrice à la qualité de l’École polytechnique supérieure de 2007 à 2009, ainsi que la première coordinatrice académique du diplôme en ingénierie informatique de cette école entre 2012 et 2015.
Sa formation postdoctorale a été complétée aux États-Unis, notamment à l'université Columbia de New York, à l'université du Colorado à Boulder et à l'université de Californie à San Diego. En 2016, elle a obtenu son accréditation en tant que catedrática d’université, et depuis 2018, elle est professeure titulaire en langages et systèmes informatiques à l’UPO.
À l’université internationale Menéndez Pelayo (UIMP), elle a été membre de la commission académique du master en recherche en intelligence artificielle de 2015 à 2020. À l’UPO, elle a été membre de la commission de doctorat de l’université de 2014 à 2018, et membre du claustro universitaire de 2016 à 2019.
Elle est également membre du conseil académique de l’École valencienne de postgrado et du réseau de recherche en intelligence artificielle ValgrAI depuis 2022. Elle siège aussi au comité scientifique conseiller du réseau d’excellence CERVERA en technologies habilitantes fondées sur les données (AI4ES) depuis 2021, et a contribué à l’élaboration de l’agenda stratégique de recherche I+D+i de AI4ES.

## Trajectoire chercheuse
Ses domaines de recherche incluent la prédiction de séries temporelles, le big data, le deep learning, l'explicabilité et la durabilité des modèles d’apprentissage automatique, avec des applications dans divers secteurs tels que l’énergie, l’environnement ou l’agriculture.
Elle a commencé à travailler dans les années 2000 dans le domaine de la prédiction de séries temporelles selon une approche d’intelligence artificielle. Jusqu’à cette époque, cette thématique était principalement abordée par les mathématiques à travers des modèles statistiques classiques. À cette période, peu de groupes de recherche en Espagne développaient des algorithmes de machine learning pour la prédiction de données temporelles. Les algorithmes qu’elle a développés, basés sur l’idée générale des plus proches voisins, ont ainsi été pionniers dans ce champ.
Au début des années 2010, les concepts de big data et de deep learning ont gagné en popularité en Espagne. Bien qu’elle n’emploie pas explicitement le terme « big data », Alicia Troncoso avait déjà participé à deux projets de recherche abordant des problématiques associées,. Elle a dirigé l’une des premières thèses sur ce sujet, développant un algorithme scalable de machine learning pour la prédiction de séries temporelles massives avec de longs horizons.
Dans le domaine du deep learning, elle a collaboré avec des chercheurs internationaux sur des applications énergétiques, tout en s’attachant à atténuer les désavantages de ces modèles, notamment en matière d’explicabilité et de durabilité,. Elle a également dirigé une thèse sur l’explicabilité des modèles de deep learning, dans laquelle une nouvelle mesure a été définie pour comparer la qualité d’une explication donnée par une méthode d’explicabilité. En matière de durabilité, ses travaux portent sur la conception de modèles légers afin de réduire leur consommation énergétique, en se concentrant sur l'entraînement des algorithmes.
Elle est autrice de plus de 200 publications, ayant reçu plus de 5 000 citations, avec un indice h supérieur à 40. Elle occupe la première position parmi les chercheurs espagnols dans le domaine de la prédiction de séries temporelles, la deuxième en prévision énergétique, ainsi qu’une place de référence dans le domaine de l’explicabilité. Elle se situe dans le top 5,4 % des chercheurs espagnols toutes disciplines confondues selon Webometrics,.
Elle a dirigé plus d’une dizaine de thèses de doctorat dans des thématiques variées, et a piloté de nombreux projets de recherche dans le cadre d'appels à projets compétitifs financés par l’Union européenne et le Gouvernement de l’Espagne.

## Prix et honneurs
En 2005, sa thèse doctorale a reçu le prix du meilleur travail de recherche des universités andalouses dans le domaine des "Techniques", décerné par la Fondation Endesa.
En 2020, elle a été récompensée pour l’ensemble de sa trajectoire de recherche aux Prix ROMA dans la catégorie STEM.
En 2021, elle a reçu le prix Lavanda pour son leadership dans le secteur technologique.
En 2022, elle a été distinguée par la Mairie de Séville pour sa contribution à la recherche, en étant sélectionnée pour l’exposition "Séville aussi est Science", une initiative qui présentait des MUPIs avec les portraits des meilleurs chercheurs de la ville, affichés dans le centre historique.
En 2024, elle a reçu le Prix National d'Informaticienne dans la modalité ARITMEL, pour ses contributions dans le domaine de l’intelligence artificielle.